# Putnik za Frankfurt
Putnik za Frankfurt (izdan 1970.) je špijunski roman "kraljice krimića". To je zadnji od njenih malobrojnih špijunskih romana.

## Radnja
Kad dosađenom diplomatu priđe žena kojoj je život u opasnosti, on joj u slabosti daje svoju putovnicu i kartu. Odjednom i Stafford Nyeov život je na liniji jer je saznao informacije od kojih se može spasiti samo tako da nadmudri groficu von Waldsausen koja želi dominirati svijetom tako što koristi mlade vojnike za razvoj nacizma.